# Pervagor spilosoma
Pervagor spilosoma är en fiskart som först beskrevs av Lay och Bennett 1839.  Pervagor spilosoma ingår i släktet Pervagor och familjen filfiskar. Inga underarter finns listade i Catalogue of Life.